# Combat de Günzburg
Troisième Coalition
Batailles
Batailles navales
- Rocher du Diamant (1805)
- Cap Finisterre (1805)
- îles Chausey (1805)
- Trafalgar (1805)
- Cap Ortegal (1805)

Campagne d'Allemagne (1805) : opérations en Bavière - Autriche - Moravie
- Donauwörth
- Wertingen
- Günzburg
- Haslach-Jungingen
- Memmingen
- Elchingen
- Nerenstetten
- Neresheim
- Ulm
- Ried
- Lambach
- Bodenbichl
- Steyr
- Amstetten
- Mariazell
- Dürenstein
- Hollabrunn (Schöngrabern)
- Wischau
- Austerlitz

Campagne d'Italie (1805) : Opérations en Italie du Nord
- Vérone
- Caldiero
- Forano
- Castelfranco Veneto

Invasion de Naples (1806)
- Gaète
- Campo Tenese
- Maida
- Lauria
- Maratea
- Amantea
- Mileto

Le combat de Günzburg a lieu le 9 octobre 1805 dans cette ville souabe de l'ouest de la Bavière (Électorat de Bavière, Royaume de Bavière).

## La bataille
Le général Mack, apprenant trop tard les résultats du mouvement opéré par l'empereur Napoléon, essaie de défendre le passage du Danube. Il dirige sur Donawerth les grenadiers d'Affemberg qui sont battus le 8 octobre à Wertingen, et va occuper Günzburg avec un corps de dix mille hommes. Le maréchal Ney fait attaquer ce poste par le général Mahler, pendant que le général Dupont se portant sur Albeck, menace Ulm. Mahler enlève la ville de Günzburg et prend cinq canons avec neuf cents soldats.
C'est sur ce champ de bataille que tombe le colonel Gérard Lacuée à la tête du 59e régiment de ligne.